# Eduard von Böhm-Ermolli
Eduard von Böhm-Ermolli (Ancona, 12 febbraio 1856 – Troppavia, 9 dicembre 1941) è stato un generale austro-ungarico, durante la prima guerra mondiale raggiunse il grado di feldmaresciallo nell'esercito austro-ungarico col quale combatté prevalentemente in Galizia.
La sua straordinaria carriera militare, durata oltre sessant'anni, lo portò a militare nell'esercito austro-ungarico sino a raggiungere i massimi gradi, onori che gli vennero riconosciuti anche dalla Germania nazista quando la Cecoslovacchia dove risiedeva venne annessa al Terzo Reich; gli venne pertanto concesso il grado di feldmaresciallo della Wehrmacht.

## Biografia

### La famiglia
Nato da una famiglia baronale dell'Impero Austriaco residente ad Ancona, allora possedimento dello Stato pontificio, Eduard von Böhm-Ermolli era figlio di Georg Böhm, ufficiale col grado di maggiore dell'esercito austriaco che si era guadagnato una medaglia d'argento al valor militare durante la Battaglia di Novara del 1849. Eduard assunse il cognome di Böhm-Ermolli unendovi anche quello della madre Maria Josepha, di origini italiane.

### La carriera militare
Eduard Böhm-Ermolli, seguendo l'esempio del padre, entrò nell'esercito austriaco. Egli frequentò la scuola per cadetti di St. Pölten e poi passò all'accademia Theresianum di Wiener Neustadt dalla quale uscì col grado di Luogotenente e dal 1º settembre 1875 venne assegnato al 4° dragoni di stanza a Wels.
Nel novembre 1878 frequentò il corso per lo staff generale della Scuola di Guerra di Vienna dove uscì ufficiale destinato alla 21ª brigata di fanteria di stanza a Leopoli. Negli anni successivi, a causa della propria distinzione, ebbe molte nomine di prestigio sino a giungere al 3° Ulani di base a Grodek nel dicembre 1896 dopo essere stato promosso colonnello nell'aprile di quello stesso anno.

### La prima guerra mondiale

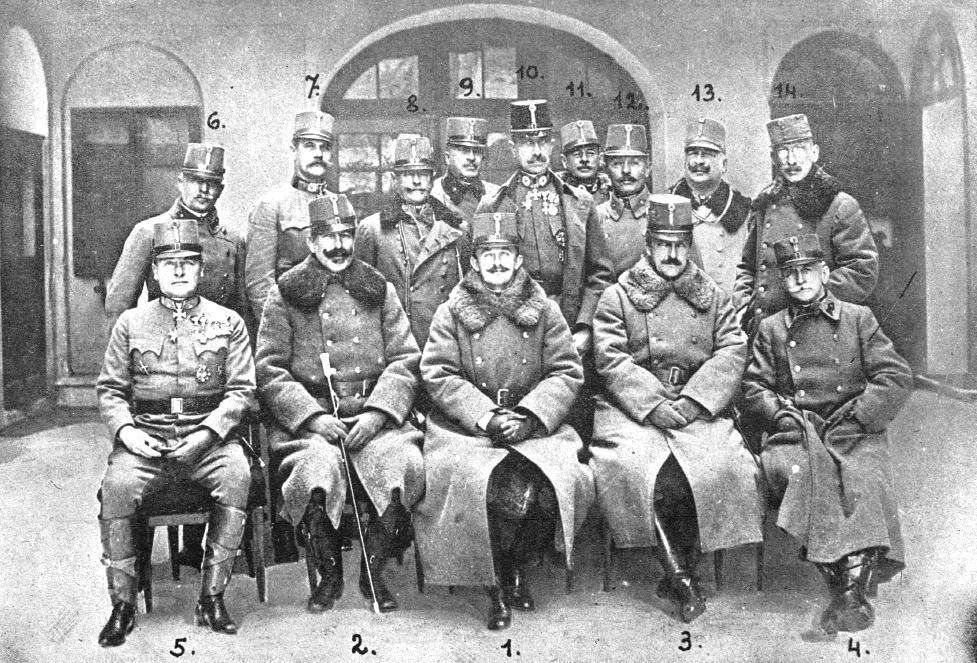
L'imperatore Carlo I d'Austria con il suo staff di generali: Eduard von Böhm-Ermolli è indicato al n. 10

Allo scoppio della prima guerra mondiale ottenne il comando della 2ª Armata austriaca impegnata sul fronte serbo, armata che venne in seguito trasferita per ordine del generale Franz Conrad von Hötzendorf sul fronte orientale a supporto delle forze tedesche impegnate a contenere gli attacchi della Russia zarista, nel 1914 fu coinvolto insieme a Kasimir von Lütgendorf, nella disastrosa battaglia di Galizia. Alla fine di febbraio del 1915 tornò in Galizia dove venne coinvolto nella battaglia dei Carpazi, subendo pesanti perdite.
Dopo il successo degli imperi centrali nella battaglia di Gorlice-Tarnów (maggio 1915), e l'uscita della 2ª armata dai Carpazi dopo il successo della battaglia di Grodek del 23 giugno 1915, venne riconquistata la città di Leopoli. Nel settembre del 1915, Böhm-Ermolli ottenne il comando di un gruppo d'armata che prese il suo nome (Heeresgruppe Böhm-Ermolli) col quale mantenne la difensiva contro i russi nella linea Brody-Zoločiv-Strypa-Bučač. Il comando di Böhm-Ermolli nella 2ª armata (durato sino al maggio del 1918) fu uno dei più lunghi durante la prima guerra mondiale.
Il 1º maggio 1916 Böhm-Ermolli venne promosso Generaloberst e dall'estate di quello stesso anno operò nuovamente in Galizia orientale, incalzando l'offensiva Kerenskij in aiuto alle truppe tedesche alleate, riconquistando (3 agosto 1917) la città di Chernivtsi.
Le forze di Böhm-Ermolli occuparono quindi l'Ucraina nel marzo 1918. L'imperatore Carlo I lo incaricò della requisizione da "svolgere in modo inesorabile e se necessario con l'uso della forza". L'Alto Comando dell'esercito alla fine dell'operazione (maggio) lodò pubblicamente Eduard Böhm per le ingenti requisizione di cibo che era riuscito ad ottenere e lo stesso Imperatore Carlo I gli conferì lo stesso mese il grado di generale d'armata e poco dopo quello di feldmaresciallo.

### Gli ultimi anni

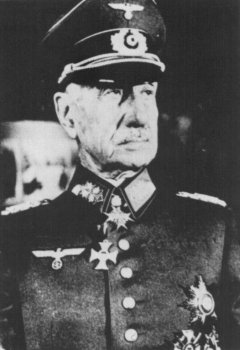
Il generale Böhm-Ermolli in uniforme della Wehrmacht

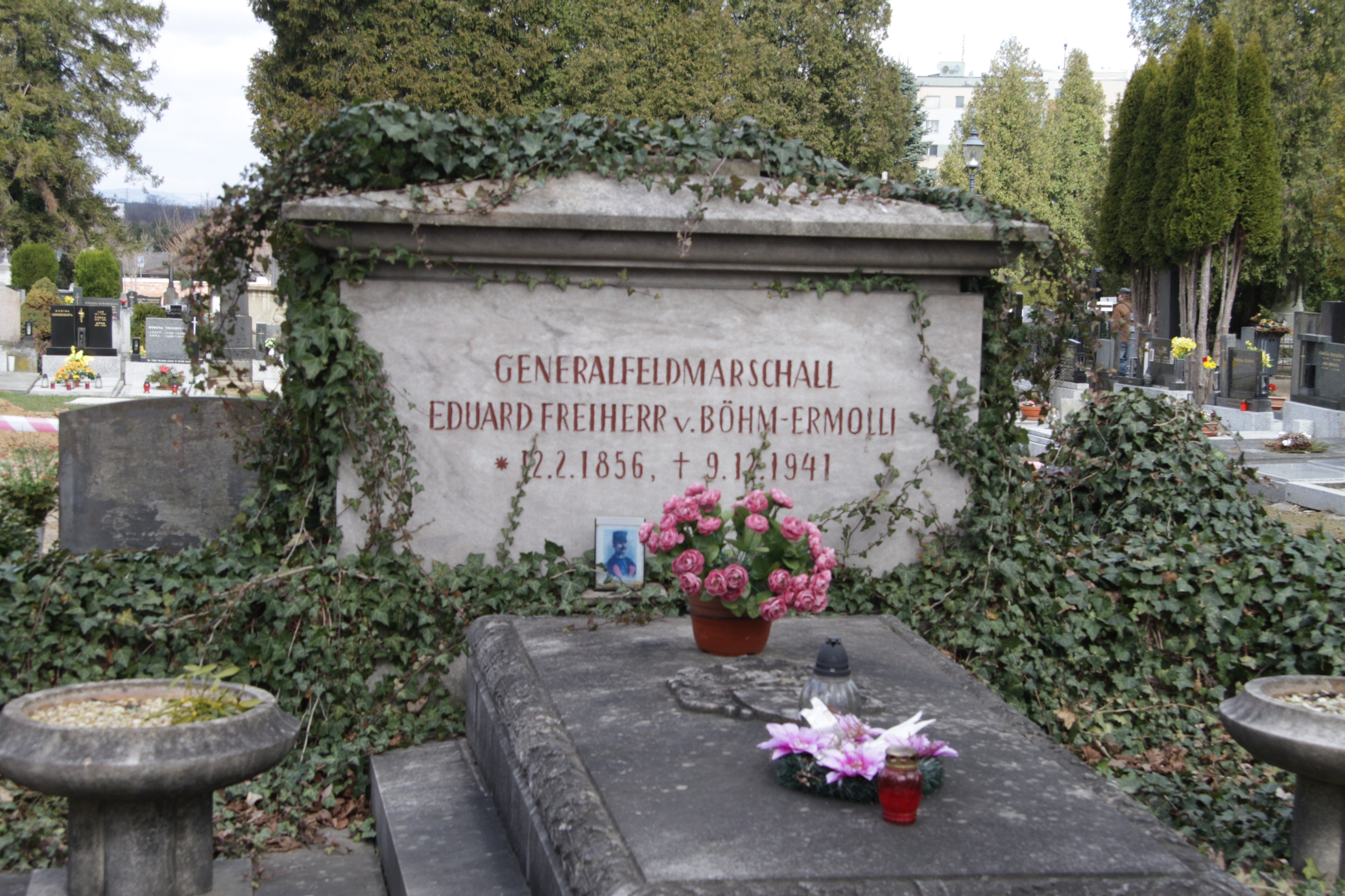
La tomba del feldmaresciallo Böhm-Ermolli

Al termine della guerra si trasferì ad Opava in Cecoslovacchia, dove il governo gli garantì la pensione e il grado onorario di generale di prima classe della riserva. Nel 1928 divenne generale d'armata della Cecoslovacchia.
Quando i Sudeti vennero annessi alla Germania, venne promosso al grado di Generalfeldmarschall della Wehrmacht. Venne inoltre nominato colonnello in capo (onorario) del 28º Reggimento di fanteria di Troppavia.
Quando morì, nel dicembre del 1941 all'età di 85 anni, vennero celebrati a Vienna i funerali di Stato con tutti gli onori militari.